# 青葉奈々
青葉 奈々（あおば なな、1983年4月26日 - ）は、日本の小説家、ライター。宮城県に生まれ各地を転々とする。千葉県立船橋高等学校、早稲田大学第一文学部卒業。塾講師、飲食店勤務などを経て、フリーライターに。
2009年3月、『P・K』で講談社の第2回「講談社Birth」小説部門賞を受賞し、2009年6月にデビュー。

## 作品リスト
- P・K（2009年6月23日、講談社）ISBN 978-4062828017[2]
- ドリーマー（2013年11月16日、マイナビ出版）[3]